# Ífigenie v Tauridě
Ífigenie v Tauridě je tragédie starověkého řeckého dramatika Eurípida. Pojednává o kněžce v chrámu na dnešním Krymu Ífigenii, která se zde setkává se svým bratrem Orestem. Dějově následuje po jiné Eurípidově hře, Ífigenii v Aulidě, přestože „taurskou Ífigeniu“ Eurípidés napsal před „aulidskou“.

## Obsazení
- Ífigenie, dcera Agamemnónova, sestra Orestova, kněžka v chrámu Artemidy v Tauridě, kde byli obětováni cizinci
- Orestés, bratr kněžky Ífigeneie
- Pyladés, jeho věrný přítel
- Pastýř
- Thoás, taurský král
- Posel
- Bohyně Athéna
- Sbor zotročených řeckých žen

Děj se odehrává před chrámem Artemidy Taurské. 

## Děj
Ífigenie byla podle mínění Řeků obětována svým otcem Agamemnónem Artemidě Taurské. Ve skutečnosti ji však bohyně těsně před obětováním odnesla pryč a nastrčila místo ní laň. Kněžka není v Tauridě spokojená a vzpomíná na svého bratra Oresta, o němž si myslí, že zemřel. Ten však s věrným přítelem Pyladem přichází do Tauridy. Přestože byl Orestés pomocí Apollóna a Athény osvobozen athénským soudem, polovina bohyní lític ho stále pronásleduje za matkovraždu. Taurové je nyní oba zajali a žádají Ífigenii, aby je oba obětovala (v Tauridě se totiž provádí lidské oběti). Když Ífigenie zjistí, o koho jde, rozhodne se mladíky zachránit pomocí lsti. Musí přelstit nejen místní, ale také taurského krále Thoanta. Při útěku s sebou Ífigenie vezme sošku Artemidy Taurské. Vypadá to, že se útěk nezdaří, Poseidón totiž není nakloněn nikomu z Átreova rodu (ze kterého Ífigenie i Orestés pochází), ale v poslední chvíli zasáhne bohyně Athéna. Zadrží krále Thoanta a ten přestane se stíháním. 

## Gluckovy opery
Christoph Willibald Gluck obě Ífigeneie, aulidskou i taurskou, zpracoval jako opery:
- Ífigenie v Aulidě (1774) [3]

- Ífigenie v Tauridě (1779) [4]